# Villa del Ferro
Villa del Ferro è una frazione del comune sparso di Val Liona, in provincia di Vicenza.

## Geografia fisica
La frazione è situata a sud del capoluogo comunale di Grancona, nella Val Liona. Il centro abitato sorge ad un'altitudine di 29 m s.l.m., lambito a est dal torrente Liona, in un'area pianeggiante interessata da opere di bonifica nel corso del XX secolo. La frazione confina a nord con San Germano dei Berici, a ovest con Lonigo, a sud con Orgiano e Sossano, mentre ad est, oltre il Liona, con il borgo di Campolongo.
Villa del Ferro dista circa 6 km dal capoluogo comunale e poco più di 26 km da Vicenza.

## Storia
La frequentazione del territorio è documentata sin dall'epoca preistorica, in quanto a Villa del Ferro sono stati rinvenuti alcuni resti di un centro abitato caratterizzato dalla presenza di palafitte. Sempre presso la frazione sono stati riportati alla luce reperti archeologici del periodo romano.
Il nucleo centrale della frazione si sviluppò a partire dall'epoca medievale, con la costruzione di una piccola cappella e la presenza di un castello. Nel 1266 il vescovo Bartolomeo da Breganze ricevette da un certo Manfredino figlio di Trintinacio da Orgiano la rinuncia ai propri diritti su parecchi beni nell'area di Orgiano e Sossano: tra questi, anche un castello, il castrum ville ferri.
A Villa del Ferro la mensa vescovile possedeva vasti beni e, nei relativi atti d'investitura, di tale castello si fa spesso menzione; di esso, tuttavia, si sa ben poco, e le varie citazioni sembrano indicarlo non tanto come un edificio di difesa efficiente, quanto come riferimento topografico per indicare l'ubicazione dei vari terreni. Nel 1288, ad esempio, il vescovo Pietro Saraceni infeudava certe terre tra cui un oliveto presso il castello e più tardi ne concedeva in feudo altre sempre presso il castello; altri documenti indicano terreni «de supra castello» o «de suptus castellum». Altre vicende relative al castello non sono note: probabilmente si trattava di un'opera modesta, in origine costruita a protezione dell'antica chiesa di San Martino e poi decaduta più per abbandono che per fatti bellici. La chiesetta è documentata in una visita del 1452 – «habet unam cappellam sub se videlicet Ecclesiam Ville Ferri» – dove è descritta come compresa nella giurisdizione di Santa Maria Assunta di Orgiano.
In epoca moderna, tra il XVI e il XVIII secolo, la località fu residenza di importanti e facoltose famiglie che qui costruirono le proprie ville con tenute.

## Monumenti e luoghi d'interesse

### Architetture religiose
- Chiesa di San Martino vescovo, chiesa parrocchiale della frazione, è situata al centro del paese.[2] La chiesa risale al periodo medievale ma è stata completamente ristrutturata nel 1788.[3] All'interno è custodito un San Girolamo attribuito a Leandro Bassano.[2][3]

- Oratorio di San Lorenzo, noto anche come "La Cesola", si tratta di una piccola cappella situata poco fuori dal paese, in località Carbonarola.[10][11] Di origini incerte, si pensa sia stato edificato sopra i resti di un tempio romano.[10] Alcuni restauri hanno permesso di datare la struttura muraria tra l'XI e il XII secolo.[10] Si presenta come un edificio a navata unica in pietra,[11] in stile romanico rurale.[10] La sacrestia è stata aggiunta al corpo principale nel XVI secolo, mentre il campanile a pianta quadrata è stato completamente ricostruito nell'immediato secondo dopoguerra.[10] All'interno si segnala la presenza di un altare in pietra realizzato direttamente sulla roccia, probabile manufatto dell'epoca paleocristiana, e di una Madonna sulla seggiola del XIII secolo.[10] La chiesa doveva essere in epoca medievale la chiesa parrocchiale del piccolo centro di Carbonarola, poi unito a Villa del Ferro sotto la giurisdizione ecclesiastica di San Martino.[10][11]

### Architetture civili

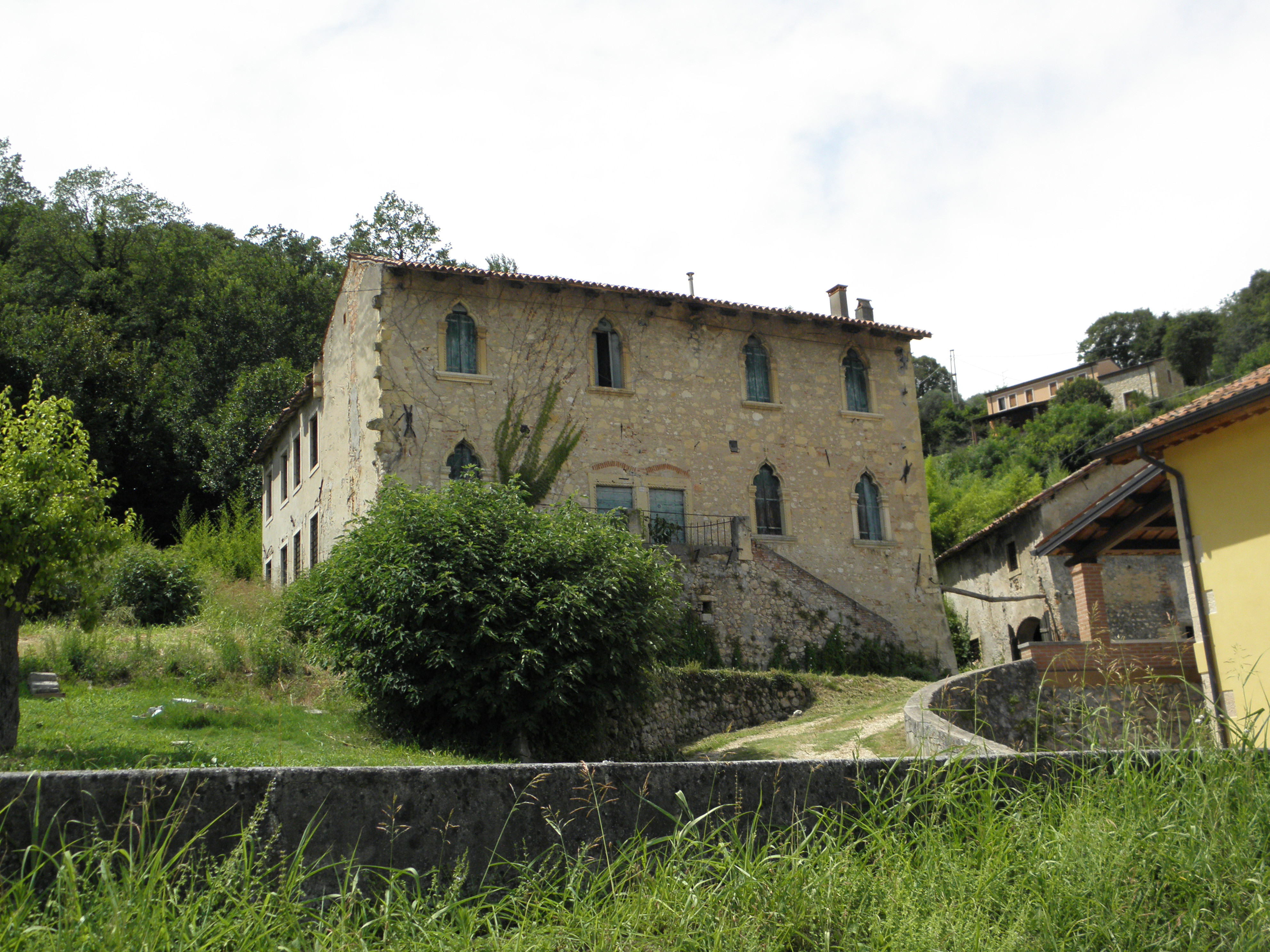
La quattrocentesca Villa Giacometti con elementi gotici.

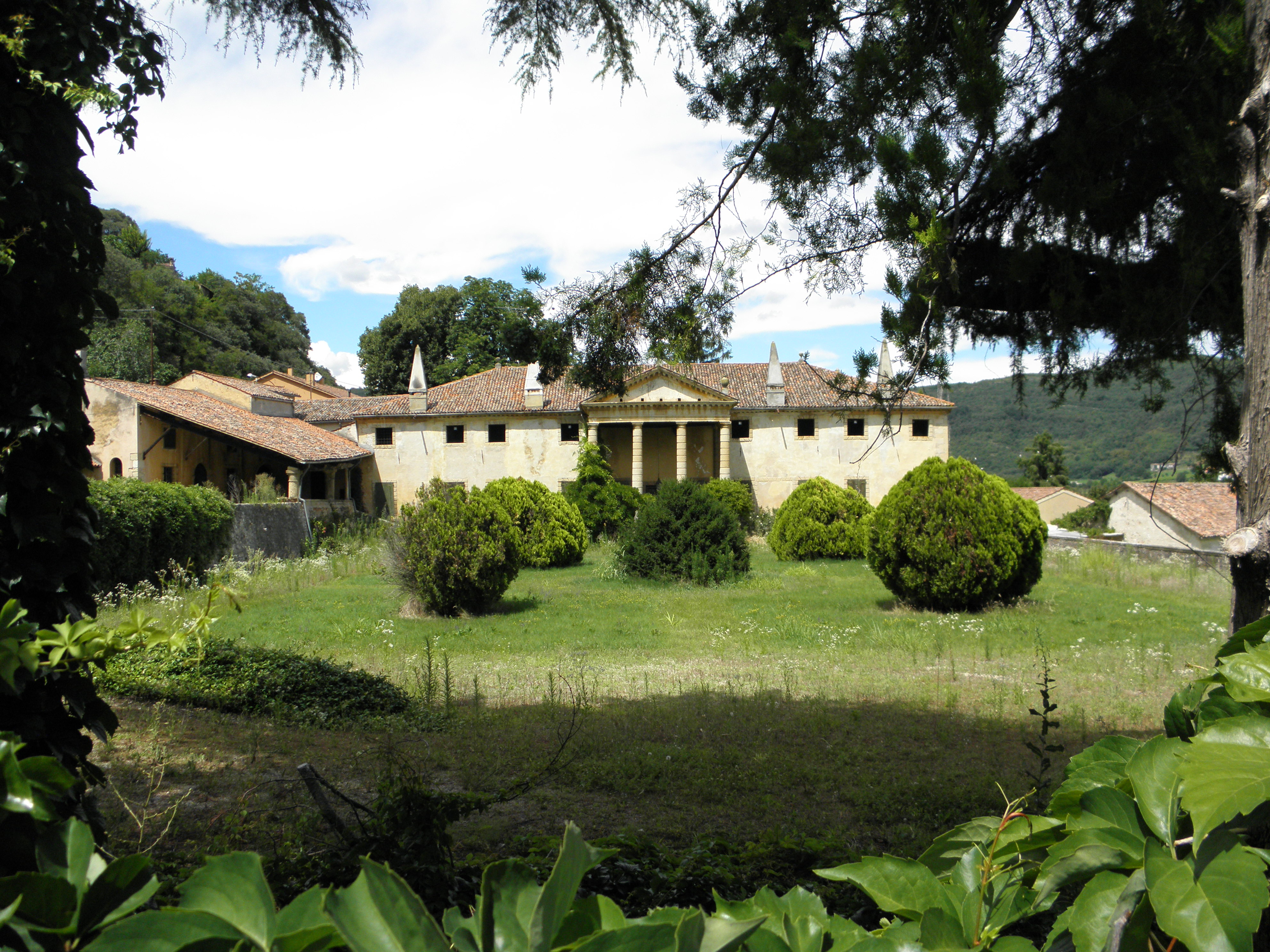
Villa Priuli Lazzarini, in stato di semiabbandono (luglio 2020).

- Villa Priuli Lazzarini, imponente villa situata al centro della frazione, in via Chiesa, è stata edificata tra la fine del XVI e gli inizi del XVII secolo,[2] su progetto attribuibile a Vincenzo Scamozzi o alla sua scuola.[11] Il prospetto è preceduto da un pronao con colonne bugnate, sormontato da timpano,[2] mentre all'interno si conservano affreschi in buona parte restaurati.[11] Pregevole anche l'annesso della villa adibito a granaio.[11]

- Villa Giacometti, villa signorile edificata nel XV secolo in stile tardo-gotico, è situata anch'essa in via Chiesa.[2][3][11] L'edificio ha subito rifacimenti nel corso del XVIII secolo[2] ed è caratterizzato da una serie di pregevoli finestre monofore ad ogiva.[11]

## Società

### Tradizioni e folclore
Presso l'oratorio di San Lorenzo in località Carbonarola si celebra ogni anno, l'ultima domenica di Maggio, una tradizionale festa votiva con antichi giochi popolari come "lo spaccapignatte" e "l'albero della cuccagna".